# Deco (dessinatrice)
Cet article concerne l’autrice de bande dessinée. Pour le footballeur, voir Deco.
Deco, nom de plume d’Elisabetta Decontardi, née le 1er octobre 1973 à Voghera (Italie), est une autrice de bande dessinée et illustratrice italienne surtout connue avoir créé en 2003 la bande dessinée en ligne InkSpinster.

## Publications
- Inkspinster, Grrrzetic, 2008  (ISBN 978-8895287072)

## Récompense
- 2009 : Prix Micheluzzi de la meilleure bande dessinée en ligne InkSpinster[3]